# Lois Lane
Lois Lane è un personaggio dei fumetti statunitensi creato da Jerry Siegel e Joe Shuster nel 1938, pubblicato dalla DC Comics. Apparsa per la prima volta in Action Comics n. 1 (giugno 1938).
Lois Lane è una giornalista pluripremiata che lavora per il quotidiano Daily Planet di Metropolis, e principale interesse amoroso e collega di Clark Kent (alias Superman). Nella continuità DC, è anche sua moglie e la madre del loro figlio, Jon Kent, il nuovo Superboy dell'universo DC. 
Apparsa regolarmente insieme a Superman nei vari adattamenti mediatici, Lois Lane è uno dei personaggi femminili più famosi nei fumetti statunitensi. La versione originale del personaggio della Golden Age, così come le sue versioni successive agli anni 70, la raffigurano come una giornalista coraggiosa e intellettualmente pari a Superman. Durante la Silver Age, è stata la protagonista di Superman's Girl Friend, Lois Lane, una serie a fumetti dai toni leggeri e umoristici.

## Creazione del personaggio

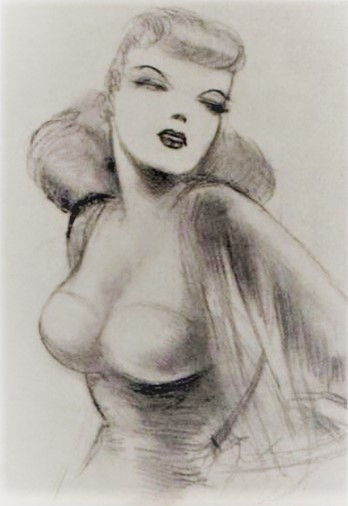
Uno dei primi schizzi di Lois Lane di Joe Shuster.

Diverse persone e personaggi dei film sono menzionati come ispirazione per Lois Lane. Ufficialmente, il suo aspetto fisico originale, in particolare la sua acconciatura e i lineamenti del viso, era basato sulla modella Jolan Kovacs, moglie di Siegel dal 1948, a cui Shuster e Siegel chiesero di posare per loro. La personalità del personaggio era invece basata sulla reporter cinematografica Torchy Blane, interpretata da Glenda Farrell in Smart Blonde. Anche la biografia della nota reporter del XIX secolo Nellie Bly ha influenzato la creazione di Lois Lane. Siegel ha preso il nome dall'attrice Lola Lane.

## Caratterizzazione
Nota per la sua forte personalità, è sicura di sé, impulsiva, sarcastica e indipendente, ma anche tollerante e gentile. Lois è anche ambiziosa e ficcanaso, a volte disposta a rischiare la propria vita per trovare un argomento per un articolo, motivo per cui Superman ha dovuto salvarla dai guai molte volte. Nel corso degli anni, la sua relazione con Clark è stata descritta in molti modi: da semplice collega, a fiera rivale, a fidanzata e infine a sua moglie.
Gli aspetti della personalità di Lois sono variati nel corso degli anni, a seconda della gestione del personaggio da parte degli scrittori di fumetti e dell'atteggiamento sociale americano nei confronti delle donne dell'epoca. Nella maggior parte delle incarnazioni, si dimostra una persona indipendente, intelligente, determinata e volitiva; in Superman: The Animated Series, pur lavorando a volte insieme a Clark Kent, lo guarda molto dall'alto in basso. a causa delle origini rurali di lui, e perciò lo chiama "Smallville", mentre per contro è affascinata da Superman (e dal ricco Bruce Wayne nel film crossover con Batman). Il suo aspetto fisico è variato nel corso degli anni, a seconda della moda contemporanea o degli adattamenti dei media. Negli anni '90, quando la serie televisiva Lois & Clark - Le nuove avventure di Superman andò in onda per la prima volta, Lois ricevette un taglio di capelli che la faceva assomigliare di più all'attrice Teri Hatcher, e i suoi occhi erano tipicamente viola per abbinarsi al suo personaggio in Superman: The Animated Series. Dalla fine degli anni '80 fino agli anni '90 è stata raffigurata con i capelli ramati nei fumetti.

## Origini del personaggio
La reporter appare sin dal n. 1 di Action Comics, datato giugno 1938, e quindi esordisce nei comics contemporaneamente a Superman, primo supereroe dei fumetti. 
Dal 1957 al 1974 Lois Lane ha avuto una propria testata, Superman's Girl Friend, Lois Lane, dove era descritta come la figlia di due contadini in una città chiamata Pittsdale. Lois trascorse gran parte della sua infanzia e adolescenza come military brat, nata alla Base aerea di Ramstein, e fu addestrata nel combattimento corpo a corpo e nell'uso di armi da fuoco dal padre Sam Lane, allora un generale dell'esercito statunitense. Sua madre Ellen morì quando aveva quattro anni. Ha una sorella minore di nome Lucy. Incontrò Perry White durante una gita scolastica al Daily Planet e ne rimase così colpita che decise di diventare una reporter. Inizialmente rifiutata, rubò alcuni documenti riguardanti transazioni illegali dalla Luthor Corp e li portò a Perry White; il caporedattore riconobbe che Lois aveva la capacità di diventare un giorno una grande giornalista e l'ha assunta (almeno questo è il passato "ufficiale" di Lois).
A partire dagli anni quaranta, Lois iniziò a sospettare che Clark Kent fosse Superman e per anni ha tentato inutilmente di scoprire l'identità segreta di Superman, spesso tentando di dimostrare che l'Uomo d'Acciaio si nascondeva sotto le mentite spoglie del suo collega Clark Kent, ma tali tentativi non sono stati coronati da successo per lungo tempo. Solo nelle storie pubblicate negli anni novanta, quando Superman le ha chiesto di sposarlo, le ha rivelato la verità, confermando i suoi sospetti. Lois accettò e i due si sposarono.
Le rappresentazioni del personaggio sono variate dai fumetti e da altri adattamenti dei media. La versione originale della Golden Age di Lois Lane, così come le sue versioni dagli anni '70 in poi, ritrae Lois come una impavida giornalista e intellettualmente uguale a Superman. A partire dal 2015, è la protagonista della serie di romanzi per giovani adulti, Lois Lane, della scrittrice Gwenda Bond.

## Poteri e abilità
Lois non ha abilità sovrumane, ma fa affidamento sul suo acuto spirito e intelletto. 
Le determinate capacità giornalistiche di Lois sono le sue abilità principali. È una giornalista ed editrice di fama mondiale e pluripremiata e un'attivista intransigente nota per essersi messa in gioco per avere una storia e ha aiutato Superman in alcuni casi. Lois ha anche ampie capacità investigative grazie alla sua lunga carriera come giornalista investigativa. Lois Lane è la migliore reporter del Daily Planet, abile nell'indagare sui casi che scrive. Determinata e volitiva, è nota per fare qualsiasi cosa per ottenere una storia, anche rischiando la propria vita per ottenerla. Essendo la figlia di un ufficiale dell'esercito, Lois aveva anche una discreta conoscenza dell'autodifesa e aveva ricevuto un addestramento nelle arti marziali.
Attraverso una trasfusione di sangue da parte di Kal-El, Lois ha acquisito poteri sovrumani, simili a quelli del marito. Durante gli anni Lois ha dimostrato di aver ottenuto poteri per un breve periodo, diventando la supereroina Superwoman. Dopo la morte di Superman nell'attuale continuità, Lois ha acquisito quasi tutti i poteri di Superman, usandoli per diventare Superwoman. È diventata anche un'esperta di Klurkor, un'arte marziale kryptoniana.

## Altri media

### Cinema
- Jane Alexander doppiò il personaggio nei cartoni animati realizzati dai fratelli Fleischer tra il 1941 e il 1943. La serie fu doppiata in Italia parecchi anni dopo alla S.E.D.E. di Milano e Lois Lane ebbe le voci di Adele Pellegatta e Paola Bonomi.
- Phyllis Coates fu la prima a interpretare il personaggio sul grande schermo, nel film del 1951 Superman and the Mole-Men. Il film fu in seguito adattato in due episodi della serie televisiva Adventures of Superman del 1952-1958.
- Margot Kidder interpretò il personaggio negli anni settanta – ottanta, nella serie cinematografica dell'Uomo d'Acciaio interpretata da Christopher Reeve.[6] A doppiarla nelle edizione italiane dei film fu Maria Pia Di Meo.
- In Superman Returns (2006) il personaggio è interpretata da Kate Bosworth, doppiata da Laura Lenghi.
- Nel DC Extended Universe il personaggio di Lois Lane viene interpretata da Amy Adams, doppiata da Ilaria Latini. Dove appare ne L'uomo d'acciaio (2013), Batman v Superman: Dawn of Justice (2016), Justice League (2017) e la sua versione originale del 2021.
- Nel DC Universe il personaggio viene interpretata da Rachel Brosnahan e doppiata da Valentina Favazza a partire dal film Superman (2025).

### Televisione
- Nella serie Smallville, Lois Lane viene introdotta nella quarta stagione, interpretata da Erica Durance.
- Nella serie Superman & Lois è interpretata da Bitsie Tulloch.
- Teri Hatcher ha interpretato Lois Lane in Lois & Clark - Le nuove avventure di Superman. Nella prima stagione l'attrice è doppiata da Monica Ward, mentre dalla seconda stagione fino al termine della serie ha la voce di Cristiana Lionello.

#### Serie animate
- Di Lois Lane esiste anche una versione realizzata per la serie animata Superman, doppiata in italiano da Roberta Greganti.
- Christina Hendricks ha doppiato Lois Lane nel film d'animazione All Star Superman.